# 舟橋秀相
舟橋 秀相（ふなはし ひですけ、慶長5年（1600年） - 正保4年9月15日（1647年10月12日））は江戸時代の公家。広澄流清原氏嫡流舟橋家2代当主である。官位は従三位。
舟橋秀賢の子。妻は吉田兼治の娘。子に舟橋相賢、経賢、弘賢、本多正綱室。
慶長20年（1615年）6月24日に従五位下式部少輔に叙任。元和6年（1620年）1月5日に従五位上、元和9年（1623年）1月5日に正五位下に昇り、1月11日に明経博士となる。寛永5年（1628年）1月5日に従四位下となり、寛永9年（1632年）1月11日に少納言に就任。寛永10年（1633年）1月6日に従四位上となり、1月12日より侍従を兼任する。寛永14年（1637年）1月5日に正四位下となる。寛永20年（1643年）9月15日に少納言を辞する。正保3年（1646年）12月27日に従三位に昇るが、翌正保4年（1647年）9月15日に死去した。